# Sara Damber
Sara Magdalena Damber, född 29 juni 1977 i Umeå, är en svensk social entreprenör.
Hon grundade 1997 Stiftelsen Friends, en av Sveriges största aktörer i kampen mot mobbning och kränkande behandling. Sara Damber har förutom detta bland annat varit projektledare för Socialdepartementets Flicka-projekt och drivit kampanjen Avstamp för Arbetsmarknadsstyrelsen. Sedan januari 2009 är Sara Damber VD för Reach for Change som hon startat tillsammans med Kinnevik, ett arbete för barns rätt till lek och socialt entreprenörskap.
Hon är aktiv i samhällsdebatten kring sociala frågor och har skrivit en bok på temat mobbning, Din vän. En startbok i arbetet mot mobbning och trakasserier.
I mars 2007 utsågs Sara Damber till Månadens stockholmare.
2017 utsågs Sara Damber till skolchef i Båstad kommun. Efter ett år valde hon att lämna sin tjänst och hänvisade till en värdekonflikt med den sittande politiska ledningen.